# Ramazzottius affinis
Ramazzottius affinis är en djurart som tillhör fylumet trögkrypare, och som beskrevs av Bertolani, Guidetti och Rebecchi 1993. Ramazzottius affinis ingår i släktet Ramazzottius och familjen Hypsibiidae. Inga underarter finns listade i Catalogue of Life.